# Свети Димитър (Семалто)
„Свети Димитър“ (на гръцки: Ιερός Ναός Αγίου Δημητρίου) е средновековна църква в сярското село Семалто (Микро Сули), Егейска Македония, Гърция.

## Архитектура
Църквата е малка еднокорабна базилика с дължина 6,95 m и ширина 3,80 m. През годините е ремонтирана многократно и само на височина 1,50 - 2 m от пода е запазена оригиналната зидария от камъни и керами, разположени без система и свързани с твърд хоросан. Нагоре зидарията е каменна без свързващо вещество. Във вътрешността протезисът е изграден с тухли. В североизточния ъгъл на храма под сегашната мазилка са разкрити стенописи.
Възможно е църквата да е Водица, спомената в хрисовула на Андроник II Палеолог от 1301 година като собственост на Ватопедския манастир.